# Niels Lassen (jurist)
|  | For andre personer med samme navn, se Niels Lassen |
Niels Kjeldgaard Poulsen Lassen (2. januar 1848 i Nykøbing Mors – 21. februar 1923 i København) var en dansk jurist, justitiarius i Højesteret og politiker.

## Karriere
Lassen var søn af residerende kapellan i Nykøbing Mors, senere sognepræst, sidst i Bogense, Hans Christian Lassen (1808-1872) og Andrea Nielsine Elisabeth Poulsen (1826-1898).
Han blev student fra Metropolitanskolen 1865, cand. jur. i 1870 og samme år sekretær ved Kommissionen angående en ny sø- og handelslovgivning. Han var volontør i Justitsministeriet, derefter i årene 1872-74 på studierejse i udlandet. Han blev dr. jur. i 1875, assistent i Justitsministeriet 1876, assessor i Københavns Kriminal- og Politiret 1879, i Den kongelige Landsoverret samt Hof- og Stadsret i 1890, tillige næstformand i Sø- og Handelsretten i 1896 og assessor i Højesteret i 1897. Han var justitiarius sammesteds 1909-1915, virkede som censor ved de juridiske eksaminer 1886-1898, var borgerrepræsentant i København 1889-1897, hvor han hørte til Højre, medlem af Sølovskommissionen og hovedforfatter af motiverne til lovudkastet af 1882. Han var formand for Kommissionen af 28. januar 1901 om Køblovgivningen. Han var i 1910 Rigsrettens formand i sagen mod J.C. Christensen og Sigurd Berg.
Lassen blev Ridder af Dannebrog 1888, Dannebrogsmand 1898, Kommandør af 2. grad 1906 og modtog Storkorset 1911.

## Juridisk forfatterskab
Med sjælden klarhed og skarphed i tanke forbandt Lassen en frodig juridisk fantasi. Derimod savnede han interesse både for retsfilosofiens problemer og for den retsvidenskabelige systematik. Som juridisk skribent førte han en smidig og elegant pen. Foruden sin disputats Villien som Forpligtelsesgrund. Bidrag til Løsningen af et brændende Spørgsmaal i Formueretten (1874) har Lassen skrevet en række afhandlinger, således de grundlæggende analyser af forbrydelserne dokumentfalsk og afpresning (i Ugeskrift for Retsvæsen henholdsvis i 1873 og 1883) og om begrebet efterfølgende meddelagtighed (i Ugeskrift for Retsvæsen 1886), desuden betydningsfulde undersøgelser om henholdsvis skadeserstatningspligtens omfang og om skadeserstatning for ubestemmelige formuetab, henholdsvis i 2. og 5. bind af Tidsskrift for Retsvidenskab, som han i årene 1888—1917 var medredaktør af, og hvori han også offentliggjorde sine meget læste meddelelser fra dansk retspraksis, navnlig fra Højesteret.
I Ugeskrift for Retsvæsen 1885 førte Lassen en frugtbar litterær diskussion med Julius Lassen om det af denne hævdede princip om retsbeskyttelse for berettigede forventninger. Til forhandlingerne på det 5. nordiske juristmøde i Stockholm 1884 bidrog han med en afhandling om vindikation af rørlige ting. Af positivt-dogmatisk indhold kan nævnes Lassens udvikling af de begrænsede tinglige rettigheder som 2. afdeling af den nordiske tingsret i Nordisk Retsencyklopædi (1880).
En plads for sig selv i Lassens produktion indtager hans afhandling Den Struensee'ske Proces i (Tidsskrift for Retsvidenskab, IV, 1891, og hans Replik, V, 1892), den første egentlige juridiske prøvelse af denne proces. Lassens opposition mod den traditionelle opfattelse af dommen fremkaldte indsigelser både fra juristers og historikeres side.
I 1918-19 udgav Lassen sine Erindringer (I—II). Han er begravet på Solbjerg Parkkirkegård.